# Okręg Angers
Okręg Angers (fr. Arrondissement d’Angers) – okręg w północno-zachodniej Francji. Populacja wynosi 367 tysięcy.
W dniu 1 stycznia 2016 roku z połączenia dwóch ówczesnych gmin – Le Fresne-sur-Loire oraz Ingrandes – utworzono nową gminę Ingrandes-Le Fresne sur Loire. Gmina Le Fresne-sur-Loire przed połączeniem administracyjnie była usytuowana w departamencie Loara Atlantycka (okręg Ancenis), natomiast Ingrandes w Maine i Loara (okręg Angers). Jako że nowa gmina nie mogła być położona na terenie dwóch departamentów, z dniem 31 grudnia 2015 roku przeniesiono dekretem Le Fresne-sur-Loire do departamentu Maine i Loara, zmieniając tym samym również okręg. Dekret podpisał ówczesny minister spraw wewnętrznych Francji – Bernard Cazeneuve.

## Podział administracyjny
W skład okręgu wchodzą następujące kantony:
- Angers-Centre,
- Angers-Est,
- Angers-Nord,
- Angers-Nord-Est,
- Angers-Nord-Ouest,
- Angers-Ouest,
- Angers-Sud,
- Angers-Trélazé,
- Beaufort-en-Vallée,
- Chalonnes-sur-Loire,
- Durtal,
- Louroux-Béconnais,
- Ponts-de-Cé,
- Saint-Georges-sur-Loire,
- Seiches-sur-le-Loir,
- Thouarcé,
- Tiercé.